# Partito Socialista Democratico Italiano
Il Partito Socialista Democratico Italiano (PSDI), spesso abbreviato in Partito Socialdemocratico Italiano, è stato un partito politico italiano di ispirazione socialdemocratica. Fu fondato l'11 gennaio 1947 con la denominazione, in rievocazione dell'antecedente esperienza prefascista, di Partito Socialista dei Lavoratori Italiani, in seguito alla scissione di Palazzo Barberini dal Partito Socialista Italiano. La denominazione mutò in PSDI nel 1952.
Entrato in una lunga fase di agonia dopo lo scoppio dello scandalo di Tangentopoli fra il 1992 e il 1994, scomparve nel 1998 per aderire ai Socialisti Democratici Italiani. Nel 2004 il PSDI fu rifondato con nome e simbolo identici, in continuità giuridica con l'esperienza precedente, senza tuttavia riottenere una significativa consistenza politica.

## Denominazione
Fondato l'11 gennaio 1947 come «Partito Socialista dei Lavoratori Italiani» (PSLI), il nuovo soggetto politico assume il nome di «Partito Socialista (Sezione Italiana dell'Internazionale Socialista)» (PS(SIIS)) il 1º maggio 1951, dopo la fusione col Partito Socialista Unitario (PSU).
Il PSU, a sua volta, si era costituito il 7 dicembre 1949 riunendo varie formazioni dell'area riformista, nella specie l'Unione dei Socialisti di Ivan Matteo Lombardo e Ignazio Silone, il Movimento Socialista Autonomista di Giuseppe Romita e una componente di sinistra fuoriuscita dallo stesso PSLI. L'Unione dei Socialisti, peraltro, aveva avviato un percorso federativo col PSLI già in occasione delle politiche del 1948, quando entrambi i partiti avevano concorso sotto il cartello Unità Socialista.
Alle elezioni amministrative del 1951, il PSLI, ove non concorre insieme al PSU, si presenta talvolta con la denominazione di «Partito Socialista Unitario dei Lavoratori Italiani».
Il 7 gennaio 1952 il PS (SIIS) viene ribattezzato «Partito Socialista Democratico Italiano» (PSDI).
Il 30 ottobre 1966 dalla confederazione fra PSDI e Partito Socialista Italiano nasce il «PSI-PSDI Unificati».
Il 5 luglio 1969 l'ala destra del PSI-PSDI Unificati si scinde per fondare il «Partito Socialista Unitario» (PSU).
Il 6 febbraio 1971 il PSU riprende il nome Partito Socialista Democratico Italiano.

## Storia

### Prodromi
Fin dagli inizi del Novecento, quando il Partito Socialista Italiano cominciò a divenire un'importante e consistente formazione politica, al suo interno cominciarono a delinearsi distinte correnti, alcune più estremiste, rivoluzionarie e massimaliste, e all'opposto altre più moderate, parlamentariste e riformiste.
Le fazioni si alternarono più volte alla guida del partito, finché nel 1912 si giunse al punto di rottura sul tema dell'atteggiamento verso la Guerra italo-turca, dagli uni vista come un esempio di aggressione imperialista, e dagli altri come un'occasione per procurare nuove terre ed occasioni d'impiego per i contadini e i lavoratori in generale: i pacifisti prevalsero, e fu così che un gruppo di riformisti facente capo a Leonida Bissolati e a Ivanoe Bonomi fu espulso e costituì il Partito Socialista Riformista Italiano, dando vita alla prima esperienza socialdemocratica in Italia, le cui fortune non superarono però la prima guerra mondiale, anche se durante il conflitto il nuovo partito fu cooptato in varie compagini governative.
La seconda crisi all'interno del movimento socialista italiano avvenne nel quadro delle forti tensioni del primo dopoguerra, quando in Italia si profilava sempre più forte la minaccia fascista.
Il PSI, nonostante avesse perso nel 1921 un'ala a sinistra del partito che aveva poi creato il Partito Comunista d'Italia, non seppe trovare al suo interno l'unità e la compattezza necessarie nell'affrontare l'ondata nera che calava sul paese. La frangia più moderata guidata da Giacomo Matteotti e Filippo Turati sosteneva la creazione di un'alleanza governativa con i moderati, a cominciare da Giovanni Giolitti, che sapesse ergersi a freno rispetto all'estrema destra, ma tale intendimento non fu accettato dalla dirigenza massimalista che il 1º ottobre 1922, appena pochi giorni prima della marcia fascista su Roma, espulse i dissidenti, i quali andarono a formare il Partito Socialista Unitario.
Il nuovo soggetto politico seppe invero raccogliere il maggior consenso nello schieramento progressista, seppur nel difficilissimo quadro delle sempre maggiori violenze fasciste, e nelle controverse elezioni politiche del 1924 riuscì a porsi, anche se per una piccola percentuale di voti, come il primo partito della sinistra, davanti sia al PSI che al PCdI, grazie anche al grande attivismo del suo giovane segretario, Giacomo Matteotti, poi rapito e assassinato dall'OVRA il 10 giugno 1924.
Sciolto come tutti i partiti democratici in seguito all'instaurazione della dittatura nel 1926, il 29 novembre dello stesso anno il PSU venne ricostituito in clandestinità da un triumvirato, composto da Claudio Treves, Giuseppe Saragat e Carlo Rosselli, con il nome di Partito Socialista dei Lavoratori Italiani (PSLI), riprendendo il nome deciso dal 2º Congresso socialista di Reggio Emilia nel 1893. Di lì a poco, peraltro, Treves espatriò in Svizzera, Saragat a Vienna e Rosselli fu recluso al confino.
Il 12 dicembre 1926 Rosselli e Ferruccio Parri organizzarono la fuga in Corsica del leader storico del socialismo italiano Filippo Turati, assieme al giovane Sandro Pertini.
Turati si rifugiò poi a Parigi, dove venne raggiunto da Treves e Saragat, e insieme ricostituirono il PSLI, che nel 1927 il partito assunse la denominazione di Partito Socialista Unitario dei Lavoratori Italiani (PSULI).
Il PSULI partecipò assieme al PSI al primo "Comitato d'attività antifascista" e, poi, alla Concentrazione d'azione antifascista costituitasi il 28 marzo 1928.
Il 19 luglio 1930, in occasione del XX Congresso del PSI, tenutosi in esilio a Parigi, il PSULI si unificò con la componente del PSI che faceva capo a Pietro Nenni, dando vita al Partito Socialista Italiano, Sezione dell'I.O.S. - Internazionale Operaia Socialista, con organo di stampa il Nuovo Avanti!.

### Differenti prospettive di Giuseppe Saragat e Pietro Nenni

Pietro Nenni e Giuseppe Saragat in un curioso atteggiamento

Il 22 agosto 1943 a Roma il PSI, rappresentato dai futuri presidenti della Repubblica Giuseppe Saragat e Sandro Pertini, dal giurista Giuliano Vassalli, dallo scrittore Ignazio Silone e dal futuro ministro della Giustizia Giuseppe Romita, si fonde col Movimento di Unità Proletaria dell'avvocato Lelio Basso e di Carlo Andreoni. Nasce così il Partito Socialista Italiano di Unità Proletaria (PSIUP) e, a diventare segretario del partito è il romagnolo Pietro Nenni.
Il PSIUP durante la Resistenza partecipa attivamente al Comitato di Liberazione Nazionale e si avvicina in particolare al Partito Comunista Italiano, con una politica di unità d'azione volta a modificare le istituzioni in senso socialista. Questa politica, osteggiata dalla destra del partito guidata da Giuseppe Saragat, è in buona parte legata alla preoccupazione che divisioni interne alla classe operaia possano favorire l'ascesa di movimenti di destra autoritaria, come era avvenuto nel primo dopoguerra con il fascismo.
Conclusasi la seconda guerra mondiale, in Italia si reintrodussero istituzioni democratiche.

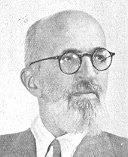
Ugo Guido Mondolfo, leader della corrente Critica Sociale

Nelle elezioni politiche del 2 giugno 1946 per l'Assemblea Costituente il PSIUP conseguì un grande risultato: con il 20,68% dei voti e 115 deputati su 556 fu il secondo partito della Repubblica dopo la Democrazia Cristiana (al 35,21 % dei voti, con 207 deputati) e il primo partito della sinistra, prima del PCI (al 18,93 % dei voti, con 104 deputati). Forte di questo risultato, senza considerare la scarsa presenza del PSIUP nel territorio, fra i giovani e nelle grandi aree urbane, Nenni insistette nella sua politica di stretta alleanza politica coi comunisti.
Il XXIV Congresso socialista, celebrato a Firenze dall'11 al 17 aprile 1946, vide accendersi lo scontro fra la maggioranza allora guidata da Pietro Nenni e la minoranza, guidata da Giuseppe Saragat, che comprendeva i simpatizzanti della rivista Critica Sociale di Ugo Guido Mondolfo e di Iniziativa Socialista di Mario Zagari che sostenevano una linea politica più autonoma del PSIUP rispetto al PCI.
La linea politica di Nenni, che riteneva indispensabile l'attiva collaborazione col PCI venne confermata da un nuovo patto di unità d'azione PCI - PSIUP stretto il 25 ottobre 1946.
Il gruppo di Saragat trovò diretta conferma alle proprie tesi dai risultati delle elezioni amministrative del 10 novembre dello stesso anno. In quell'occasione il Partito Comunista superò per la prima volta i socialisti, divenendo la prima forza della sinistra italiana: mentre Nenni, tralasciando la riduzione del numero dei votanti socialisti, sottolineava la crescita elettorale globale della sinistra interpretandola come una vittoria, Saragat in un'intervista sostenne invece che la dirigenza del partito paralizzava l'azione socialista, con l'effetto ultimo che avrebbe portato lo stesso alla dissoluzione.

### Scissione di palazzo Barberini

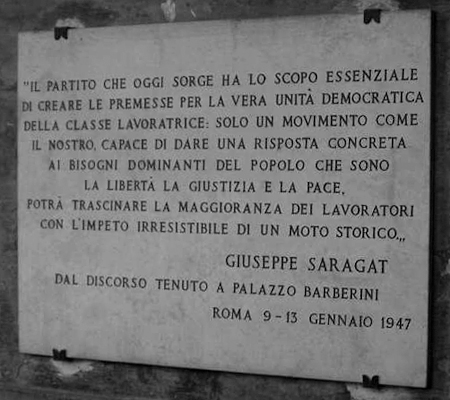
Targa commemorativa della Scissione di Palazzo Barberini

Il XXV congresso socialista, convocato in via straordinaria a Roma dal 9 al 13 gennaio 1947, voluto fortemente da Nenni per analizzare la situazione di attrito tra le componenti di maggioranza e minoranza con l'obiettivo di riunire le diverse posizioni, fallì il suo scopo primario: nonostante gli sforzi di mediazione di Sandro Pertini e Alberto Simonini, Saragat e la corrente di Iniziativa Socialista avevano ormai già preso la decisione di intraprendere la strada della scissione.
Come disse Nenni, in maniera rassegnata, la scissione fu causata dalla «forza delle cose».
Molti anni dopo si scoprì che la scissione venne finanziata da aziende statunitensi o comunque organizzazioni riconducibili agli Stati Uniti.

### Rifondazione del Partito Socialista dei Lavoratori Italiani
L'11 gennaio 1947 le correnti Critica Sociale e Iniziativa Socialista, nonché gran parte della Federazione giovanile del PSIUP, al termine di una concitata riunione presso Palazzo Barberini in Roma, uscirono dal PSIUP e diedero vita al Partito Socialista dei Lavoratori Italiani (PSLI), riprendendo il nome deciso dal 2º Congresso socialista di Reggio Emilia nel 1893 e poi adottato negli anni dell'esilio a Parigi. Il PSIUP guidato da Basso e Nenni, per evitare che il nuovo partito di ispirazione socialista fondato da Saragat potesse utilizzarne la denominazione, decise di riprendere il vecchio nome di Partito Socialista Italiano.
La scissione costò al PSIUP la trasmigrazione nel nuovo partito di 50 parlamentari socialisti e di una folta schiera di dirigenti e intellettuali, fra cui Paolo Treves, Ludovico D'Aragona, Giuseppe Emanuele Modigliani e Angelica Balabanoff. Nel nuovo PSLI vennero quindi a delinearsi due componenti: un'area democratico-riformista, guidata da Giuseppe Saragat e sostenuta tra gli altri da D'Aragona, Alberto Simonini e Giuseppe Faravelli, e un'area più a sinistra, comprendente marxisti-libertari come Mario Zagari, Lucio Libertini e Matteo Matteotti, e trockisti come Livio Maitan.
I costi economici della scissione vennero parzialmente sostenuti da associazioni sindacali italoamericane riunite nell'Italian American Labour Council (IALC) e dall'International Ladies' Garment Workers' Union (ILGWU) i quali, nelle persone di Luigi Antonini e Vanni Montana, hanno sostenuto il neonato partito per quanto riguarda i finanziamenti, la propaganda e l'accreditamento negli ambienti statunitensi.
Nel mese di dicembre dello stesso anno, socialdemocratici e repubblicani, tramite un rimpasto governativo, entrarono nel IV governo De Gasperi, varato il 31 maggio 1947 a seguito della crisi, con l'appoggio di una coalizione centrista a guida DC che includeva anche i liberali.
In questo governo Saragat ottenne l'incarico di Vicepresidente del Consiglio dei ministri: il PSI e il PCI, presenti nel precedente governo finirono esclusi, andando all'opposizione per la prima volta dalla costituzione della Repubblica Italiana.

### Lista Unità Socialista nelle elezioni politiche del 1948
Il 18 aprile del 1948 si tennero le elezioni politiche, decisive per il futuro del Paese. Il PSLI si presentò come forza indipendente "autenticamente socialista e democratica", schierata su un terreno di sinistra riformista e autonomista rispetto alla scena politica italiana, ma aperta anche al contributo di altre forze laico-riformiste di centro e di centrosinistra.
L'apertura del partito ai laico-riformisti, nonché naturalmente a qualunque spezzone socialista e di sinistra che avversasse il PCI e l'Unione Sovietica, ebbe successo e tra gli altri aderì alla proposta anche il gruppo fuoriuscito dal PSI guidato da Ivan Matteo Lombardo e comprendente, tra gli altri, intellettuali quali Ignazio Silone, Piero Calamandrei e Franco Venturi. Tale operazione portò così alla costituzione della lista Unità Socialista, che con il suo 7,1% di voti alla Camera dei deputati e il 4,2% al Senato contribuì ad impedire in Italia la vittoria del Fronte Democratico Popolare costituito dall'alleanza fra PCI e PSI, mirante alla formazione di un governo delle sinistre in grado di avviare le riforme di struttura.
Il piazzamento del PSLI al terzo posto dopo DC e Fronte Democratico Popolare nei risultati elettorali per la Camera dei deputati, consentì ai socialdemocratici di costituire in Parlamento un gruppo consistente, formato da trentatré deputati, mentre al Senato la situazione fu ancor più rosea, dato che, con il contributo dei senatori aventiniani di diritto provenienti dall'esperienza del PSU, si riuscì a comporre una pattuglia socialdemocratica di ventitré membri.
Il 23 maggio 1948 nel conseguente V Governo De Gasperi entrarono a farne parte due ministri socialdemocratici: Saragat come Vicepresidente del Consiglio e Ministro della Marina mercantile e Lombardo al ministero dell'industria.

### Il centrismo
La vittoria della DC e il buon risultato di Unità Socialista favorì così la collocazione dell'Italia nell'area occidentale e permise la costituzione di governi fondati sull'alleanza dei partiti dai liberali ai riformisti (PLI, DC, PRI e PSLI, poi PSDI). Nell'arco di due anni però, tra il 1948 e il 1950, il PSLI tenne quattro congressi nei quali vi fu una continua uscita di militanti e dirigenti tra cui Giuseppe Faravelli, Ugo Guido Mondolfo, Mario Zagari.
Questi confluiscono, con Giuseppe Romita e altri piccoli gruppi laico-socialisti, nel Partito Socialista Unitario (PSU), che tenne il suo primo congresso nel dicembre 1949. In quel tempo il PSLI contava ufficialmente 80.000 iscritti e il PSU circa 170.000, ma in realtà le continue fuoriuscite nonché le pressioni del PSI, che con l'aiuto del PCI e sotto la direzione di Rodolfo Morandi riorganizzava la sua presenza sociale, ridussero gli iscritti complessivamente al di sotto dei 50.000.
Dopo breve tempo però, nel PSU si fecero sentire le sue simpatie nei confronti del PSLI di Saragat e così al II Congresso del PSU venne trattata la tematica dell'unificazione PSU-PSLI. Su tale proposito si scontrarono due correnti: una guidata da Romita favorevole all'unificazione, la seconda guidata dalla sinistra di Mondolfo e Codignola contrari. Prevalse la prima e il 1º maggio 1951 i due partiti si unificarono dando vita al Partito Socialista - Sezione Italiana dell'Internazionale Socialista (PS-SIIS). Il simbolo era il classico sole nascente, ma con l'unione del libro dell'Internazionale, ovviamente rosso-arancioni.
Questo nome fu però contestato dalla corrente più a destra, poiché ricordava troppo l'internazionalismo di stampo stalinista: quando l'unificazione venne sancita il 7 gennaio 1952 nel VII Congresso del partito, questo assunse dunque la denominazione di Partito Socialista Democratico Italiano (PSDI) ed elesse segretario Giuseppe Saragat. Nelle elezioni del 1953 intanto il PSDI scese al 4,5%. Tuttavia l'esistenza del sindacato UIL, a forte carattere socialdemocratico, e l'azione di governo consentirono di portare avanti anche in Italia gli ideali della socialdemocrazia.
Gli anni del centrismo andarono dal 1948-1960 e la coalizione di governo fu comunque sempre guidata dalla DC, partito di "centro che guarda a sinistra" come disse lo stesso Alcide De Gasperi, ruolo primario ebbe anche il PSDI, mentre PLI e PRI furono penalizzati a causa degli scarsi risultati elettorali. Gli anni del "centrismo" furono segnati dalla ricostruzione e da una maggioranza politicamente forte in cui l'azione politica era accompagnata da una forte ripresa economica e benessere sociale. Gli anni del centrismo furono quelli della ricostruzione, che negli anni sessanta porterà poi al cosiddetto boom economico.

### Centro-sinistra "organico"

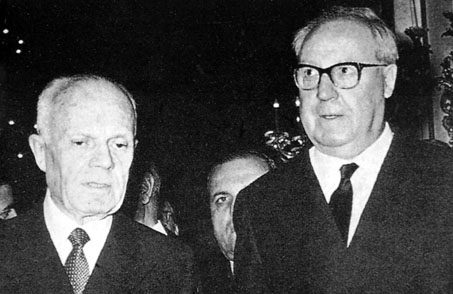
Saragat con Sandro Pertini nel 1979

A partire dagli inizi degli anni sessanta la Democrazia Cristiana, guidata da Amintore Fanfani e Aldo Moro, stava maturando l'apertura verso il Partito Socialista Italiano di Pietro Nenni, il quale proprio allora stava affrancando il suo partito dal patto di unità d'azione che fino a quel momento aveva unito socialisti e comunisti.
Il PSDI dunque (da sempre alleato della DC), dopo un iniziale periodo di titubanza, approvò la svolta di centro-sinistra, accelerandone il processo e conducendo un formidabile lavoro di mediazione tra socialisti e democristiani, per mezzo del suo leader Saragat.
L'apertura ai socialisti causò la fuoriuscita dalla compagine governativa del PLI, ma diede inizio a una forte fase riformatrice nel Paese e migliorò anche la performance elettorale del partito socialdemocratico, che raggiunse il 6% alle elezioni politiche.
Allo stesso tempo, l'esperienza governativa nel centro-sinistra facilitò il nuovo incontro tra socialdemocratici e socialisti; così il 30 ottobre 1966, il PSDI si riunificò con il PSI, dando vita al PSI-PSDI Unificati. In contrasto con il progetto unitario, il deputato PSDI Giuseppe De Grazia fondò il movimento Socialdemocrazia, poi scomparso dalla vita politica nazionale.
Il 5 luglio 1969 però - a seguito degli scarsi risultati elettorali, ove la lista unificata aveva preso meno voti della somma dei singoli partiti nelle tornate precedenti - nel partito unificato (che nell'ottobre 1968 aveva assunto il nome di PSI) le strade della componente socialista e di quella socialdemocratica si dividono nuovamente: la prima mantenne la sigla PSI, mentre la seconda ricostituì un soggetto socialdemocratico chiamato Partito Socialista Unitario (PSU), che il 10 febbraio 1971 riprese la denominazione di Partito Socialista Democratico Italiano (PSDI).
Nel frattempo, a metà degli anni settanta, Francesco De Martino mise per la prima volta - dopo oltre un decennio - in discussione la compatibilità politica tra socialisti e democristiani. In questa fase, se da un lato il PSDI rese più forti i suoi legami con la DC, dall'altro incoraggiò la corrente degli "autonomisti" di Bettino Craxi a mettere in discussione la segreteria di De Martino; quando Craxi venne eletto alla segreteria del PSI, ribadì la disponibilità dei socialisti ad entrare in nuovi esecutivi di centro-sinistra e riprese i contatti con i fratelli socialdemocratici del PSDI, chiudendo nuovamente le prospettive politiche dei socialdemocratici.

### La presidenza Saragat

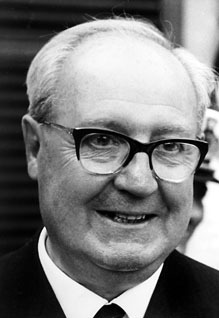
Giuseppe Saragat, capo indiscusso del PSDI

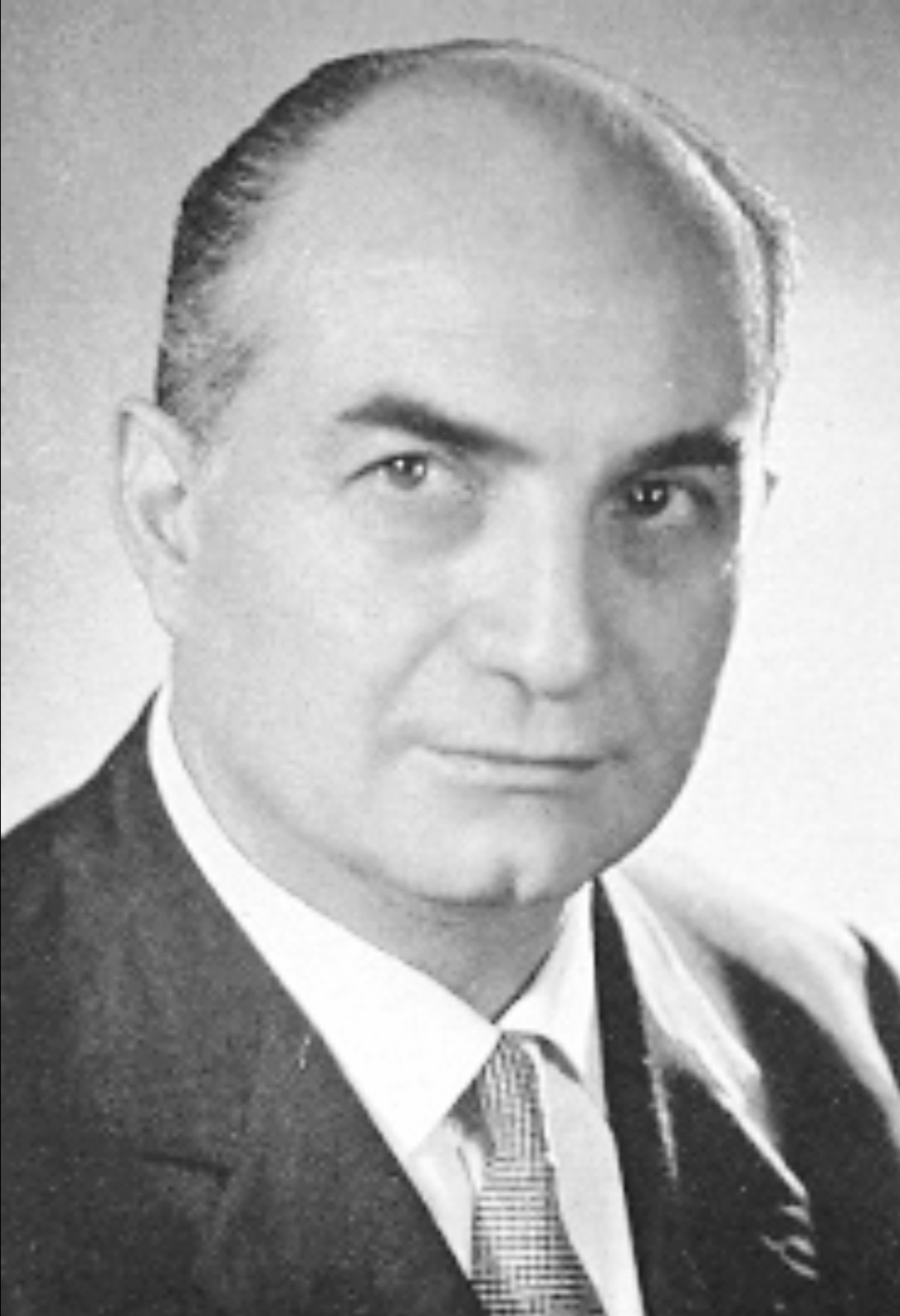
Mario Tanassi

Il 1964 si apre amaramente per i socialisti a causa di una nuova scissione. L'11 gennaio la corrente di sinistra guidata da Tullio Vecchietti, Lelio Basso e Emilio Lussu, fuoriuscita dal PSI perché contraria alla formazione di un governo di centro-sinistra formato dal PSI e dal PSDI insieme alla DC, fonda il Partito Socialista Italiano di Unità Proletaria (PSIUP) riprendendo la denominazione assunta dal PSI negli anni 1943-1947. Il 28 dicembre 1964, dopo le dimissioni anticipate del Presidente della repubblica Antonio Segni (DC), colto il 7 agosto da un ictus cerebrale, una vasta coalizione di parlamentari di sinistra su indicazione di Giorgio Amendola (PCI) e di Ugo La Malfa (PRI) vota Giuseppe Saragat nuovo Capo dello Stato che, con i voti dei Grandi elettori di PCI, PSI, PSDI, PRI e buona parte della DC - che aveva visto “bruciato” il suo candidato ufficiale Giovanni Leone - diviene al 21º scrutinio con 646 preferenze su 927 votanti, il primo socialdemocratico a insediarsi al Quirinale.
Colonne portanti della presidenza Saragat furono i valori della Resistenza e la volontà di attivarsi sempre per la costituzione di governi allargati all'intero centro-sinistra. Gli anni del presidente socialdemocratico, anni difficili per via del mutamento sociale in atto, furono caratterizzati dall'inizio del terrorismo, dalle drammatiche alluvioni di Firenze, Venezia e Grosseto del 1966 e dalla aspra contestazione del '68. Nel 1971 il democristiano Giovanni Leone subentrò a Giuseppe Saragat - al quale non sarebbe dispiaciuta la rielezione - nella carica di Presidente della Repubblica. Pochi altri uomini politici, tra i quali è d'obbligo annoverare Palmiro Togliatti e Giovanni Spadolini, seppero coniugare l'azione politica con l'impegno culturale come Saragat.

### Il travolgimento dagli scandali
Mario Tanassi, più volte ministro della Difesa, nel 1975 era alla guida del PSDI quando fu travolto, insieme a Mariano Rumor (DC) e Luigi Gui (DC), dal primo grande scandalo della politica repubblicana italiana, lo scandalo Lockheed, venendo posto in stato d'accusa per corruzione dalla Commissione parlamentare inquirente. La Corte costituzionale nel 1979 condannò Tanassi a 28 mesi di carcere, per tangenti ricevute dalla società americana Lockheed per facilitare la vendita dei grandi aerei da trasporto C-130 all'Aeronautica militare italiana.
A causa dello scandalo P2, Pietro Longo, il cui nome, associato alla tessera numero 926, venne trovato negli elenchi della loggia segreta, fu costretto a dimettersi prima dal suo incarico di governo (13 luglio 1984) e poi dalla guida del PSDI nel 1985.
La fine degli anni ottanta vede il coinvolgimento di due segretari del PSDI, Carlo Vizzini e Franco Nicolazzi, in scandali giudiziari.
L'ex ministro delle Poste Carlo Vizzini, dopo alcuni avvisi di garanzia - che non porteranno però a nessuna condanna - lasciò per diversi anni la scena politica. Contemporaneamente il cosiddetto scandalo delle "carceri d'oro" del 1988 travolse invece il segretario Franco Nicolazzi, che proprio in quegli anni aveva tentato di caratterizzare la propria segreteria sottraendo il partito socialdemocratico al suo ruolo subalterno rispetto alla Democrazia Cristiana e richiamando, sia pure vagamente, a una posizione alternativa riformista e compiutamente di sinistra.

### Il pentapartito
Durante gli anni successivi, la maggioranza di governo si estese al Partito Liberale Italiano, rappresentante tradizionale della borghesia moderata e per questo escluso dai precedenti "governi riformatori"; iniziò così la fase del cosiddetto "Pentapartito".
Nel corso degli anni incominciarono però a riscontrarsi nel PSDI i primi dissapori: il 15 febbraio 1989 una "scissione", capeggiata da Pietro Longo e Pier Luigi Romita, portò alla costituzione del movimento di Unità e Democrazia Socialista (UDS), che aveva come obiettivo esplicito facilitare il riavvicinamento tra PSDI e PSI. L'iniziativa si risolse il 13 ottobre 1989 con la confluenza dell'UDS nel Partito Socialista Italiano.

### Parabola discendente
A partire dal 1992 diversi esponenti di primo piano del PSDI furono implicati nelle inchieste giudiziarie di Mani Pulite, che nel volgere di pochi mesi determinò uno smottamento senza precedenti degli equilibri politici nazionali.
L'ex segretario nazionale Pietro Longo venne arrestato il 30 aprile 1992 per aver ricevuto una tangente di un miliardo e mezzo di lire dalla ditta milanese "Icomec" in relazione all'appalto di costruzione della centrale idroelettrica di Edolo, in provincia di Brescia, nel periodo in cui egli ricopriva anche l'incarico di consigliere di amministrazione dell'Enel, e venne successivamente condannato per concussione a quattro anni e sei mesi di reclusione. L'11 giugno 1992 Lamberto Mancini, assessore della Provincia di Roma ed ex Presidente della stessa Provincia, venne sorpreso dai Carabinieri nell'atto di intascare una tangente di 28 milioni di lire, e arrestato in flagranza di reato. Nello stesso anno Antonio Cariglia venne accusato di aver violato le regole del finanziamento pubblico ai partiti: di lui si occuperanno per diversi anni le procure di Foggia, Milano e Roma. Dopo un iter processuale di oltre dieci anni l'ex segretario del PSDI venne infine assolto dall'accusa.
Tra il 1992 e il 1994 il Partito Socialista Democratico Italiano condivise la sorte degli altri partiti della coalizione di governo, vivendo un progressivo tracollo elettorale che portò allo scardinarsi dell'apparato del partito e al moltiplicarsi di fenomeni scissionistici. Nel 1994 viene chiuso il quotidiano L'Umanità, storica pubblicazione del partito.

### Le elezioni del 1994, le scissioni e lo scioglimento
Alle elezioni politiche del 1994 il PSDI, come la maggior parte dei partiti protagonisti della precedente stagione politica, arrivò praticamente ridotto a brandelli, e scelse di non presentare una propria lista autonoma. Alcuni esponenti di rilievo scelsero di candidarsi a titolo personale sotto diversi simboli. Una parte consistente, comprendente anche il segretario Enrico Ferri, diede vita a una lista denominata Socialdemocrazia per le Libertà insieme alla Federazione dei Socialisti (nata da una scissione della parte craxiana e ribelle del PSI). La lista presentò candidati autonomi dagli schieramenti principali in alcuni collegi uninominali, principalmente nell'Italia meridionale, e fu presente nella quota proporzionale della Camera, dove ottenne soltanto lo 0,46% dei voti. Altri esponenti (fra i quali Gian Franco Schietroma) aderirono alla coalizione centrista del Patto per l'Italia facendo riferimento all'area riformista di Giuliano Amato. Infine, pochi altri scesero di schierarsi a sinistra con i Progressisti (tra questi venne eletta alla Camera in un collegio della Basilicata Magda Cornacchione Milella).
Alle elezioni europee del 1994 il PSDI si ripresentò col proprio contrassegno, mentre la Federazione dei Socialisti si presentò all'interno della lista Solidarietà, presentando come propri candidati Franco Piro e Raffaele Farigu. Il PSDI ottenne lo 0,7% dei voti a livello nazionale e riuscì ad eleggere il segretario Enrico Ferri al Parlamento europeo, mentre la lista Solidarietà ottenne appena lo 0,05%.

#### Scissione diSocialdemocrazia Liberale Europea
Il 10 dicembre 1994, Enrico Ferri fondò con Luigi Preti la corrente di Socialdemocrazia Liberale Europea (SOLE), favorevole a un'alleanza col centro-destra di Silvio Berlusconi. La scelta fu stigmatizzata dall'Internazionale Socialista e dal Partito del Socialismo Europeo, al quale il PSDI aderiva, che diramarono un comunicato ufficiale. Nel gennaio 1995, il congresso del partito mise in minoranza la corrente di Ferri e Preti ed elesse segretario Gian Franco Schietroma.
La corrente di SOLE abbandonò quindi il PSDI, costituendosi in partito autonomo e schierandosi alle elezioni amministrative del 1995 col Polo delle Libertà (in Lombardia sotto le insegne della lista "Pensionati del Sole"); lo stesso segretario Ferri si candidò alla presidenza della provincia di Massa-Carrara con il centro-destra.

#### La fondazione diRinascita Socialdemocratica
Nel 1996 il SOLE strinse una collaborazione privilegiata col Centro Cristiano Democratico. Alle elezioni politiche del 1996 Luigi Preti, in contrasto con Enrico Ferri, preferì una federazione con Forza Italia a quella col CCD. La divergenza di opinioni portò alla nascita il 17 febbraio 1996 del Movimento di Rinascita Socialdemocratica, che si federò con Forza Italia.. Nel 2000 il Partito Socialista di De Michelis avviò un percorso federativo con Rinascita Socialdemocratica e assunse così la denominazione di "Partito Socialista - Socialdemocrazia", confluendo nel 2001 nel Nuovo PSI.

#### Lo scioglimento del PSDI
L'8 febbraio 1998 il PSDI cessa la propria attività politica, confluendo - insieme ai Socialisti Italiani e a parte del Partito Socialista e della Federazione Laburista - nel nuovo partito dei Socialisti Democratici Italiani, che poi aderì alla coalizione di centro-sinistra.

### La rifondazione del 2004

#### Primi anni
Alla fine del 2003, dopo un periodo di oblio dovuto allo sfaldamento dei ranghi nazionali, diversi esponenti socialdemocratici - alcuni dei quali inizialmente confluiti nei Socialisti Democratici Italiani - si riorganizzarono sotto le insegne dello storico PSDI e avviarono una campagna di tesseramento. A gennaio 2004 fu celebrato il congresso nazionale (che assunse la denominazione di XXIV congresso nazionale del PSDI, in continuità con la numerazione dei congressi del partito storico), dove Giorgio Carta, ex sottosegretario nei governi Amato e Ciampi, fu eletto segretario mentre Antonio Cariglia presidente onorario. Il 1º maggio 2004, in prossimità delle elezioni europee, la Corte suprema di cassazione sancì la continuità giuridica del nuovo PSDI guidato da Carta.
Il partito prese parte alle elezioni primarie de "L'Unione" del 2005, sostenendo la candidatura di Romano Prodi a leader della coalizione di centro-sinistra. Alle elezioni politiche del 2006 la lista del PSDI si presentò al Senato, in dieci regioni raccogliendo lo 0,2% a livello nazionale. Il segretario Carta fu candidato con successo nella lista unitaria dell'Ulivo per la Camera dei deputati nella circoscrizione Basilicata. Dopo le dimissioni di Carta dalla segreteria, a dicembre 2006 la direzione nazionale elesse Renato D'Andria in un'elezione contestata dal vicesegretario Mimmo Magistro, confermata nel congresso di gennaio 2007 ma sospesa cautelativamente dal Tribunale di Roma il successivo 13 aprile. Il 15 giugno D'Andria uscì dal PSDI e fondò il Partito dei Riformatori Democratici. Nell'ottobre 2007 il XXVII Congresso nazionale celebrato a Bellaria elesse quindi alla segreteria Mimmo Magistro e diede a Carta la presidenza del partito.
Dopo la caduta del governo Prodi II, il partito avviò un dialogo con l'UdC, Rosa per l'Italia e Partito Liberale Italiano per la costituzione di un terzo polo al di fuori del bipolarismo tra Partito Democratico e il Popolo della Libertà (PdL). In seguito, però, la Direzione Nazionale del PSDI si sfilò dal progetto, lamentando una gestione personalistica da parte dell'UdC e sfiduciando il presidente socialdemocratico Tomassini, promotore della fusione: i socialdemocratici, dunque, nella tornata elettorale del 2009 decisero di non partecipare alle elezioni, e invitarono i propri elettori a votare scheda bianca o a scrivere Saragat sulla scheda come forma di protesta.

#### Segreteria D'Andria
Nel 2011 il Tribunale di Roma si pronunciò sull'elezione alla segreteria del 2006 e stabilì la legittimità della convocazione della Direzione Nazionale e, conseguentemente, dell'elezione di D'Andria a segretario: il PSDI, nuovamente guidato da D'Andria, assunse quindi una posizione autonomista, alternativa sia ai due poli di centro-sinistra e centro-destra sia al polo centrista a guida UdC; la componente facente capo a Magistro decise invece di lasciare il partito, fondando il movimento "I Socialdemocratici - Federalisti per l'Euromediterraneo".
A gennaio 2013 il PSDI depositò il proprio simbolo per le elezioni politiche con l'intenzione di presentare una lista al Senato in Campania, Lazio, Lombardia e Sicilia, ricercando un'alleanza col PdL. A seguito del fallimento di tale progetto, il partito decise di non presentarsi.
Alle elezioni politiche del 2018 il PSDI depositò il proprio simbolo al Viminale, salvo poi non presentare una lista e limitandosi a fare campagna elettorale per la coalizione di centro-destra e Forza Italia.
Il silenzio dei vertici del partito, durato mesi, è stato rotto il 14 maggio 2020 quando presso la sede romana si è riunita la direzione nazionale. Il documento prodotto dall'incontro degli esponenti pone il partito come critico verso il governo Conte II e propone un rilancio di alcune sedi locali.

#### Segreteria di Vizzini e Preti
Nel 2022 D'Andria presenta le proprie dimissioni da segretario: al suo posto il 12 maggio è eletto Carlo Vizzini, più volte ministro e già segretario del partito tra il 1992 e il 1993. Nel dicembre 2023, a seguito delle dimissioni di Vizzini, viene eletto segretario Paolo Preti.
Alle elezioni europee del 2024 il PSDI sostiene i candidati dell'Associazione Socialista Liberale di Oreste Pastorelli, nelle liste di Azione - Siamo Europei. Nello stesso anno il partito stringe un patto con Socialdemocrazia SD (erede de "I Socialdemocratici", formazione fuoriuscita dallo stesso PSDI nel 2011).

## Diaspora socialdemocratica
Già dal 1989 erano iniziate in seno al PSDI i primi fenomeni di scissione e le prime fratture, ma tale fenomeno divenne insostenibile a partire dal 1993. Da allora infatti il PSDI non fu più presente unitariamente su tutto il territorio nazionale e ciò favorì l'adesione di singoli dirigenti del partito, o di interi gruppi, alle nuove formazioni politiche che si identificavano, almeno in parte, con la cultura politica centrista moderata o laico-riformista. In particolare:
- nell'area di centro-sinistra le adesioni più numerose si ebbero per Democrazia è Libertà - La Margherita, (dove confluirono soprattutto tramite i partiti fondatori Rinnovamento Italiano e I Democratici e si organizzarono, soprattutto nel nord Italia, nell'associazione politico-culturale "Socialisti democratici per il Partito Democratico") e per i Socialisti Democratici Italiani;
- nell'area di centro-destra gli ex socialdemocratici confluirono soprattutto in Forza Italia (ritrovandosi in buona parte nei "Circoli d'Iniziativa Riformista") e nell'Unione dei Democratici Cristiani e di Centro (soprattutto tramite il movimento Socialdemocrazia Liberale Europea).

## Struttura

### Segretari

#### Partito Socialista dei Lavoratori Italiani
- Giuseppe Saragat (gennaio 1947 - febbraio 1948)
- Alberto Simonini (febbraio 1948 - maggio 1949)
- Ugo Guido Mondolfo (maggio - giugno 1949)
- Ludovico D'Aragona (giugno - novembre 1949)
- Giuseppe Saragat (novembre 1949 - 1951)

#### Prima dell'unificazione
- Giuseppe Saragat (1951 - gennaio 1952)
- Ezio Vigorelli (gennaio - maggio 1952)
- Giuseppe Romita (maggio - ottobre 1952)
- Giuseppe Saragat (ottobre 1952 - febbraio 1954)
- Matteo Matteotti (febbraio 1954 - aprile 1957)
- Giuseppe Saragat (aprile 1957 - gennaio 1964)
- Mario Tanassi (gennaio 1964 - 30 ottobre 1966)

#### Unificazione socialista
- Francesco De Martino & Mario Tanassi (30 ottobre 1966 - 9 novembre 1968)
- Mauro Ferri (9 novembre 1968 - 5 luglio 1969)

#### Dopo l'unificazione
- Mauro Ferri (5 luglio 1969 - febbraio 1972)
- Mario Tanassi (febbraio - giugno 1972)
- Flavio Orlandi (giugno 1972 - giugno 1975)
- Mario Tanassi (giugno 1975 - marzo 1976)
- Giuseppe Saragat (marzo - ottobre 1976)
- Pier Luigi Romita (ottobre 1976 - ottobre 1978)
- Pietro Longo (ottobre 1978 - ottobre 1985)
- Franco Nicolazzi (ottobre 1985 - marzo 1988)
- Antonio Cariglia (marzo 1988 - maggio 1992)
- Carlo Vizzini (maggio 1992 - aprile 1993)
- Enrico Ferri (aprile 1993 - 29 gennaio 1995)
- Gian Franco Schietroma (29 gennaio 1995 - 10 maggio 1998)

#### Dopo la rifondazione
- Giorgio Carta (9 gennaio 2004 – 7 ottobre 2007)
- Mimmo Magistro (7 ottobre 2007 – 21 giugno 2011)[24]
- Renato D'Andria (21 giugno 2011 – 9 maggio 2022)[32]
- Carlo Vizzini (9 maggio 2022 – 22 dicembre 2023)[37]
- Paolo Preti (dal 22 dicembre 2023)[39]

### Presidenti
- Giuseppe Saragat (1975 – 1976)
- Alberto Tomassini (2007 – 2010)
- Angelo Scavone (2010 – 2011)

### Presidenti onorari
- Antonio Cariglia (2004 – 2006)
- Giorgio Carta (2007 – 2008)
- Carlo Vizzini (dal 22 dicembre 2023)

### Presidenti dei gruppi parlamentari

#### Camera dei deputati
- 3 febbraio 1947 – 4 ottobre 1947: Giuseppe Emanuele Modigliani, vice: Emilio Canevari & Ludovico D'Aragona
- 3 febbraio 1947 – 31 gennaio 1948: Rocco Gullo, vice: Emilio Canevari & Ludovico D'Aragona
- 1° giugno 1948 – 31 gennaio 1950: Mario Longhena
- 31 gennaio 1950 – 18 maggio 1951: Luigi Bennani
- 18 maggio 1951 – 31 dicembre 1954: Ezio Vigorelli
- 31 dicembre 1954 – 31 dicembre 1956: Paolo Rossi
- 31 dicembre 1956 – 11 giugno 1958: Alberto Simonini
- 18 giugno 1958 – 31 dicembre 1963: Giuseppe Saragat, vice: Flavio Orlandi
- 1° gennaio 1964 – 1° gennaio 1966: Virginio Bertinelli, vice: Flavio Orlandi
- 1° gennaio 1966 – 17 novembre 1966: Mario Tanassi, vice: Egidio Ariosto
- 1° gennaio 1966 – 4 giugno 1968: Egidio Ariosto[43]
- 21 dicembre 1968 – 27 giugno 1972: Flavio Orlandi, vice: Primo Silvestri, poi Maria Vittoria Mezza & Alessandro Reggiani
- 27 giugno 1972 – 4 luglio 1976: Antonio Cariglia, vice: Alessandro Reggiani
- 15 luglio 1976 – 25 ottobre 1978: Luigi Preti, vice: Umberto Righetti
- 25 ottobre 1978 – 20 marzo 1979: Franco Nicolazzi, vice: Umberto Righetti
- 29 marzo 1979 – 1° luglio 1987: Alessandro Reggiani, vice: Umberto Righetti, poi Costantino Belluscio & Enrico Rizzi
- 16 luglio 1987 – 22 aprile 1992: Filippo Caria, vice: Alessandro Ghinami & Gloria Grosso
- 12 maggio 1992 – 30 giugno 1992: Dino Madaudo, vice: Robinio Costi
- 16 luglio 1992 – 14 aprile 1994: Enrico Ferri, vice: Robinio Costi
- 9 maggio 1996 – 10 maggio 1998: Gian Franco Schietroma[44]
- 28 aprile 2006 – 28 aprile 2008: Giorgio Carta[44]

#### Senato della Repubblica
- 8 maggio 1948 – 5 febbraio 1952: Luigi Montemartini, vice: Giovanni Secondo Anfossi & Giovanni Persico
- 19 giugno 1951 – 24 giugno 1953: Ludovico D'Aragona, vice: Giovanni Cosattini
- 6 febbraio 1952 – 24 giugno 1953: Alessandro Bocconi, vice: Giovanni Secondo Anfossi & Giovanni Persico
- 25 giugno 1953 – 11 giugno 1958: Emilio Canevari[45]
- 12 giugno 1958 – 15 maggio 1963: Pietro Borgarelli[46]
- 1° luglio 1963 – 4 marzo 1965: Edgardo Lami Starnuti, vice: Luciano Granzotto Basso
- 18 marzo 1965 – 9 novembre 1966: Italo Viglianesi, vice: Luciano Granzotto Basso
- 10 novembre 1966 – 27 settembre 1967: Edgardo Lami Starnuti, vice: Attilio Zannier
- 28 settembre 1967 – 14 gennaio 1969: Attilio Zannier
- 8 luglio 1969 – 1° aprile 1970: Dante Schietroma, vice: Francesco Iannelli
- 23 aprile 1970 – 24 maggio 1972: Francesco Iannelli, vice: Dino Dindo
- 26 maggio 1972 – 29 giugno 1973: Dante Schietroma, vice: Walter Garavelli
- 11 luglio 1972 – 19 marzo 1979: Egidio Ariosto, vice: Walter Garavelli, poi Antonino Occhipinti
- 20 marzo 1979 – 11 luglio 1983: Dante Schietroma, vice: Antonino Occhipinti
- 19 luglio 1983 – 11 agosto 1983: Gianfranco Conti Persini
- 11 agosto 1983 – 1° luglio 1987: Dante Schietroma, vice: Maurizio Pagani
- 9 luglio 1987 – 27 luglio 1989: Antonio Cariglia, vice: Vincenza Bono
- 27 luglio 1989 – 22 aprile 1992: Vincenza Bono

#### Parlamento europeo
- 19 luglio 1994 – 29 gennaio 1995: Enrico Ferri

## Congressi nazionali
- I Congresso - Napoli, 1-5 febbraio 1948
- II Congresso - Milano, 23-26 gennaio 1949
- III Congresso - Roma, 16-19 giugno 1949
- IV Congresso (straordinario) - Napoli, 4-8 gennaio 1950
- V Congresso (straordinario) - Roma, 10-13 giugno 1950
- VI Congresso - Roma, 31 marzo - 2 aprile 1951
- VII Congresso - Bologna, 3-6 gennaio 1952
- VIII Congresso - Genova, 4-7 ottobre 1952
- IX Congresso - Roma, 6-9 giugno 1954
- X Congresso - Milano, 31 gennaio - 8 febbraio 1956
- XI Congresso - Milano, 16-18 ottobre 1957
- XII Congresso - Roma, novembre-dicembre 1959
- XIII Congresso - Roma, 22-25 novembre 1962
- XIV Congresso - Roma, 8-11 gennaio 1966
- XV Congresso - Roma, 6-9 febbraio 1971
- XVI Congresso - Genova, 2-6 aprile 1974
- XVII Congresso - Firenze, 11-15 marzo 1976
- XVIII Congresso - Roma, 16-20 gennaio 1980
- XIX Congresso - Milano, 24-30 marzo 1982
- XX Congresso - Roma, 30 aprile - 2 maggio 1984
- XXI Congresso - Roma, 10-14 gennaio 1987
- XXII Congresso - Rimini, 8-12 marzo 1989
- XXIII Congresso - Rimini, 13-16 maggio 1991
- XXIV Congresso - Bologna, 28-29 gennaio 1995

### Dopo la rifondazione
- XXV Congresso - Roma, 9-11 gennaio 2004
- XXVI Congresso - Roma, 9-11 dicembre 2005
- XXVII Congresso - Bellaria (RN), 5-7 ottobre 2007
- XXVIII Congresso - Barletta (BA), 22-24 ottobre 2010

## Iscritti

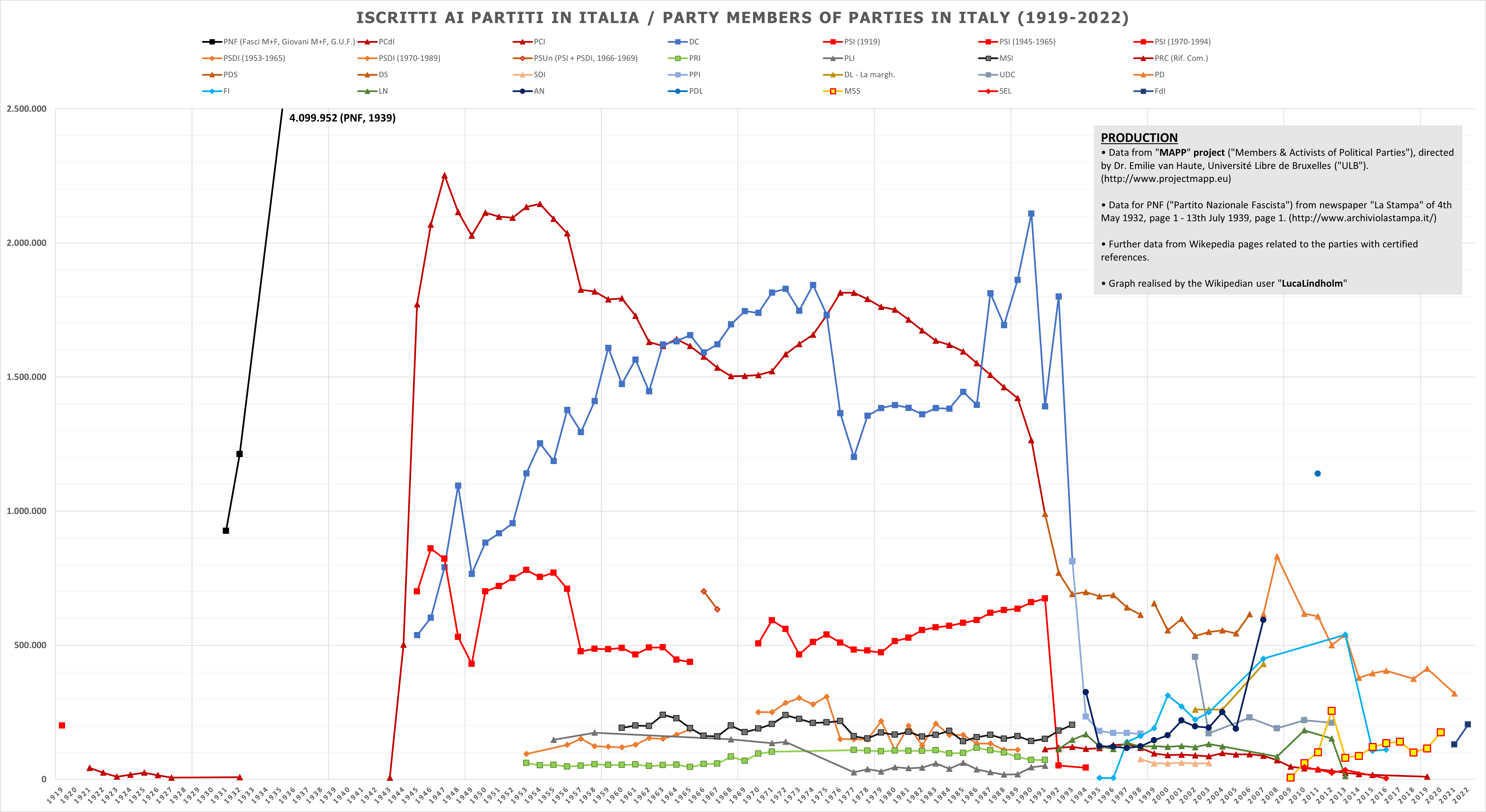
Andamento del numero di iscritti del PSDI (1953 - 1965 / 1970 - 1989).

Qui sono elencati gli iscritti al PSDI:
- 1953 - 94.443
- 1956 - 128.553
- 1957 - 150.985
- 1958 - 123.618
- 1959 - 121.513
- 1960 - 119.167
- 1961 - 129.125
- 1962 - 153.717
- 1963 - 150.717
- 1964 - 165.980
- 1965 - 185.269
- 1970 - 250.181
- 1971 - 250.181
- 1972 - 284.772
- 1973 - 303.026
- 1974 - 279.396
- 1975 - 308.211
- 1976 - 149.610
- 1977 - 149.610
- 1978 - 148.131
- 1979 - 217.212
- 1980 - 108.470
- 1981 - 199.588
- 1982 - 126.015
- 1983 - 207.493
- 1984 - 165.733
- 1985 - 165.733
- 1986 - 133.428
- 1987 - 133.428
- 1988 - 110.000
- 1989 - 110.000

## Simboli
La prima tessera del partito nel 1947 utilizzò come simbolo le Tre frecce, seppur ancora sormontate dalla falce e martello. Tale iconografia, molto diffusa all’epoca nella socialdemocrazia europea, fu tuttavia subito motivo di ulteriore grave contrasto coi vecchi compagni socialisti, già spaventati sulla questione del nome dei due partiti: le Tre frecce erano infatti in quel periodo il simbolo del più prestigioso e influente partito dell’Internazionale socialista, la SFIO, e tale correlazione non fece che gettare ulteriore benzina sul fuoco dei timori del partito di Nenni che il PSLI volesse porsi come il legittimo rappresentante della storia socialista in Italia. Per stemperare le tensioni della sinistra quindi, pur mantenendo internamente ancora le Tre frecce, nel presentarsi al grande pubblico degli elettori la lista comune di Unità Socialista utilizzò il simbolo prefascista del Partito Socialista Unitario, il "Sol dell’avvenire" nascente dai flutti del mare. Visto il discreto risultato in termini di consenso, il simbolo del PSDI fu poi sempre il sol dell'avvenire, sormontato dalla scritta SOCIALISMO. Solo dal 1983 il simbolo fu leggermente modificato: il disco solare fu rimpicciolito e al suo interno comparve l'acronimo PSDI; in un secondo momento al di sopra dei raggi la scritta mutò in SOCIALDEMOCRAZIA.

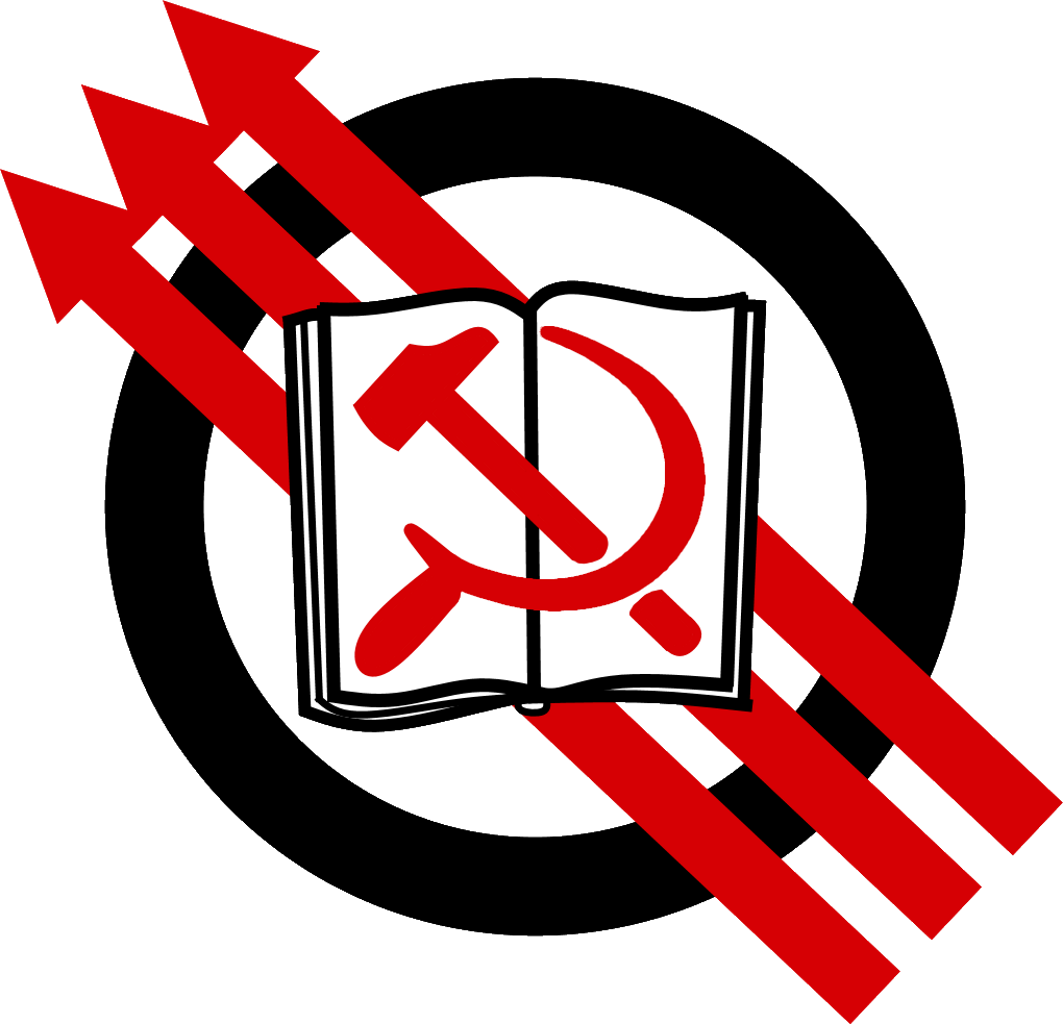
Simbolo del PSLI dal 1947 al 1948
Simbolo del partito dal 1948 al 1983
Simbolo del PSI-PSDI Unificati dal 1966 al 1969
Simbolo in uso dal 1983 al 1992
Simbolo in uso dal 1992 al 1998 e poi periodicamente recuperato in epoche successive

## Risultati elettorali
| Elezione | Elezione     | Voti                                          | %                                             | Seggi    |
| --- | ------------ | --------------------------------------------- | --------------------------------------------- | -------- |
| Politiche 1948 a | Camera       | 1.858.116                                     | 7,07                                          | 33 / 574 |
| Politiche 1948 a | Senato b     | 943.219                                       | 4,16                                          | 10 / 237 |
| Politiche 1953 | Camera       | 1.222.957                                     | 4,51                                          | 14 / 590 |
| Politiche 1953 | Senato       | 1.046.301                                     | 4,31                                          | 4 / 237  |
| Politiche 1958 | Camera       | 1.345.447                                     | 4,55                                          | 22 / 596 |
| Politiche 1958 | Senato       | 1.136.803                                     | 4,35                                          | 5 / 246  |
| Politiche 1963 | Camera       | 1.876.271                                     | 6,10                                          | 33 / 630 |
| Politiche 1963 | Senato       | 1.743.837                                     | 6,35                                          | 14 / 315 |
| Politiche 1968 c | Camera       | 4.605.832                                     | 14,4                                          | 29 / 630 |
| Politiche 1968 c | Senato       | 4.355.506                                     | 15,2                                          | 10 / 315 |
| Politiche 1972 | Camera       | 1.718.142                                     | 5,14                                          | 29 / 630 |
| Politiche 1972 | Senato       | 1.614.273                                     | 5,36                                          | 11 / 315 |
| Politiche 1976 | Camera       | 1.239.492                                     | 3,38                                          | 15 / 630 |
| Politiche 1976 | Senato       | 974.940                                       | 3,10                                          | 7 / 315  |
| Politiche 1979 | Camera       | 1.407.535                                     | 3,84                                          | 20 / 630 |
| Politiche 1979 | Senato       | 1.320.729                                     | 4,22                                          | 9 / 315  |
| Europee 1979 | Europee 1979 | 1.514.272                                     | 4,32                                          | 4 / 81   |
| Politiche 1983 | Camera       | 1.508.234                                     | 4,09                                          | 23 / 630 |
| Politiche 1983 | Senato       | 1.184.936                                     | 3,81                                          | 8 / 315  |
| Europee 1984 | Europee 1984 | 1.225.462                                     | 3,49                                          | 3 / 81   |
| Politiche 1987 | Camera       | 1.140.209                                     | 2,96                                          | 17 / 630 |
| Politiche 1987 | Senato d     | 764.370                                       | 2,36                                          | 6 / 315  |
| Europee 1989 | Europee 1989 | 945.383                                       | 2,72                                          | 2 / 81   |
| Politiche 1992 | Camera       | 1.066.672                                     | 2,72                                          | 16 / 630 |
| Politiche 1992 | Senato e     | 853.895                                       | 2,56                                          | 3 / 315  |
| Politiche 1994 f | Camera       | Nella lista "Socialdemocrazia per le Libertà" | Nella lista "Socialdemocrazia per le Libertà" | 0 / 630  |
| Politiche 1994 f | Senato       | Nella lista "Socialdemocrazia per le Libertà" | Nella lista "Socialdemocrazia per le Libertà" | 0 / 315  |
| Europee 1994 | Europee 1994 | 227.439                                       | 0,69                                          | 1 / 87   |
| Politiche 1996 | Camera       | Nell'Ulivo                                    | Nell'Ulivo                                    | 1 / 630  |
| Politiche 1996 | Senato       | Nell'Ulivo                                    | Nell'Ulivo                                    | 0 / 315  |
| Politiche 2006 | Camera       | Nell'Ulivo                                    | Nell'Ulivo                                    | 1 / 630  |
| Politiche 2006 | Senato       | 57.343                                        | 0,17                                          | 0 / 315  |
| a Lista Unità Socialista b Sono esclusi i voti della lista Unità Socialista - PRI (607.792, 2,68%, 4 seggi, di cui 2 socialdemocratici inclusi nel totale) c Voti della lista PSI-PSDI Unificati d Sono esclusi i voti ottenuti dalle liste con PSI e PR (962.215, 2,97%, 9 seggi) nonché con PSI, PR e Federazione delle Liste Verdi (58.501, 0,18%, un seggio) e Sono inclusi i voti ottenuti dalla lista PSDI - Lega Nuova f In lista con la Federazione dei Socialisti |              |                                               |                                               |          |

## Nelle istituzioni

### Presidente della Repubblica Italiana
- Giuseppe Saragat

### Presidente del Senato della Repubblica
- Ivanoe Bonomi (I legislatura della Repubblica Italiana)

### Vicepresidente del Consiglio dei Ministri della Repubblica
- Giuseppe Saragat (Governo De Gasperi IV, V, Scelba e Segni I)
- Mario Tanassi (Governo Andreotti II)

### Governi e Ministri della Repubblica Italiana
- Governo De Gasperi IV (1947-1948)
  - Ludovico D'Aragona, Ministro delle poste e delle telecomunicazioni
- Governo De Gasperi V (1948-1950)
  - Roberto Tremelloni, Ministro senza portafoglio (fino al 07/11/49)
  - Ivan Matteo Lombardo, Ministro senza portafoglio (dal 07/11/49)
  - Giuseppe Saragat, Ministro della marina mercantile (fino al 07/11/49)
- Governo De Gasperi VI (1950-1951)
  - Ludovico D'Aragona, Ministro dei trasporti (fino al 05/04/51)
  - Alberto Simonini, Ministro della marina mercantile (fino al 05/04/51)
- Governo Scelba (1955)
  - Roberto Tremelloni, Ministro delle finanze
  - Giuseppe Romita, Ministro dei lavori pubblici
  - Ezio Vigorelli, Ministro del lavoro e della previdenza sociale
- Governo Segni I (1955-1957)
  - Paolo Rossi, Ministro della pubblica istruzione
  - Giuseppe Romita, Ministro dei lavori pubblici
  - Ezio Vigorelli, Ministro del lavoro e della previdenza sociale
- Governo Fanfani II (1958-1959)
  - Luigi Preti, Ministro delle finanze
  - Edgardo Lami Starnuti, Ministro delle partecipazioni statali
  - Alberto Simonini, Ministro delle poste e della telecomunicazione
  - Ezio Vigorelli, Ministro del lavoro e della previdenza sociale
- Governo Fanfani IV (1962-1963)
  - Roberto Tremelloni, Ministro del tesoro
  - Luigi Preti, Ministro del commercio con l'estero
  - Virginio Bertinelli, Ministro del lavoro e della previdenza sociale
- Governo Moro I (1963-1964)
  - Luigi Preti, Ministro della riforma della pubblica amministrazione
  - Giuseppe Saragat, Ministro degli affari esteri
  - Roberto Tremelloni, Ministro delle finanze
- Governo Moro II (1964-1966)
  - Luigi Preti, Ministro della riforma della pubblica amministrazione
  - Giuseppe Saragat, Ministro degli affari esteri fino al 28/12/64 (è stato eletto Presidente della Repubblica)
  - Giuseppe Lupis, Ministro degli affari esteri dal 28/12/64
  - Roberto Tremelloni, Ministro delle finanze
  - Edgardo Lami Starnuti, Ministro dell'industria, commercio e artigianato dal 05/03/65
- Governo Moro III (1966-1968)
  - Luigi Preti, Ministro delle finanze
  - Roberto Tremelloni, Ministro della difesa
- Governo Colombo (1970-1972)
  - Luigi Preti, Ministro delle finanze
  - Mario Tanassi, Ministro della difesa
- Governo Andreotti II (1972-1973)
  - Pier Luigi Romita, Ministro della ricerca scientifica
  - Mario Tanassi, Ministro della difesa
  - Gianmatteo Matteotti, Ministro del commercio con l'estero
  - Giuseppe Lupis, Ministro della marina mercantile
- Governo Rumor IV (1973-1974)
  - Giuseppe Lupis, Ministro senza portafoglio
  - Mario Tanassi, Ministro della difesa
  - Luigi Preti, Ministro dei trasporti e della aviazione civile
  - Gianmatteo Matteotti, Ministro del commercio con l'estero
- Governo Rumor V (1974)
  - Giuseppe Lupis, Ministro dei beni culturali e dell'ambiente
  - Mario Tanassi, Ministro delle finanze
  - Luigi Preti, Ministro dei trasporti e della aviazione civile
  - Gianmatteo Matteotti, Ministro del commercio con l'estero
- Governo Andreotti V (1979)
  - Michele Di Giesi, Ministro senza portafoglio
  - Luigi Preti, Ministro dei trasporti
  - Franco Nicolazzi, Ministro dell'industria, commercio e artigianato
- Governo Cossiga I (1979-1980)
  - Dino Riva, Sottosegretario alla Presidenza del Consiglio
  - Michele Di Giesi, Ministro senza portafoglio
  - Franco Nicolazzi, Ministro dei lavori pubblici
  - Luigi Preti, Ministro dei trasporti
  - Egidio Ariosto, Ministro dei beni culturali e ambientali
- Governo Forlani (1980-1981)
  - Pier Luigi Romita, Ministro senza portafoglio
  - Franco Nicolazzi, Ministro dei lavori pubblici
  - Michele Di Giesi, Ministro delle poste e delle comunicazioni
- Governo Spadolini I (1981-1982)
  - Dante Schietroma, Ministro senza portafoglio
  - Franco Nicolazzi, Ministro dei lavori pubblici
  - Michele Di Giesi, Ministro del lavoro e della previdenza sociale
- Governo Spadolini II (1982) - "Il Governo Fotocopia"
  - Dante Schietroma, Ministro senza portafoglio
  - Franco Nicolazzi, Ministro dei lavori pubblici
  - Michele Di Giesi, Ministro del lavoro e della previdenza sociale
- Governo Fanfani V (1982-1983)
  - Pier Luigi Romita, Ministro senza portafoglio
  - Dante Schietroma, Ministro senza portafoglio
  - Michele Di Giesi, Ministro della marina mercantile
- Governo Craxi I (1983-1986)
  - Pietro Longo, Ministro del bilancio e della programmazione economica (fino al 13/07/84)
  - Pier Luigi Romita, Ministro del bilancio e della programmazione economica (dal 30/07/84)
  - Franco Nicolazzi, Ministro dei lavori pubblici
  - Pier Luigi Romita, Ministro senza portafoglio
  - Carlo Vizzini, Ministro senza portafoglio
- Governo Craxi II (1986-1987)
  - Pier Luigi Romita, Ministro del bilancio e della programmazione economica
  - Franco Nicolazzi, Ministro dei lavori pubblici
  - Carlo Vizzini, Ministro senza portafoglio
- Governo Goria (1987-1988)
  - Emilio De Rose, Ministro dei lavori pubblici
  - Carlo Vizzini, Ministro dei beni culturali e ambientali
- Governo De Mita (1988-1989)
  - Enrico Ferri, Ministro dei lavori pubblici
  - Vincenza Bono Parrino, Ministro dei beni culturali e ambientali
- Governo Andreotti VI (1989-1991)
  - Carlo Vizzini, Ministro della marina mercantile
  - Ferdinando Facchiano, Ministro dei beni culturali e ambientali
- Governo Andreotti VII (1991-1992)
  - Carlo Vizzini, Ministro delle poste e delle telecomunicazioni
  - Ferdinando Facchiano, Ministro della marina mercantile
- Governo Amato I (1992-1993) 
  - Ferdinando Facchiano, Ministro senza portafoglio
- Governo Ciampi (1993-1994)
  - Maurizio Pagani Ministro delle poste e delle telecomunicazioni

### Articoli
- Guido Quazza, Testimonianza di Guido Quazza su “Iniziativa socialista”, 1946-1948 (PDF), in Istituto Nazionale Ferruccio Parri. URL consultato il 17 ottobre 2017.